# 流言蜚語 (随筆)
『流言蜚語』（りゅうげんひご）は、寺田寅彦が関東大震災の翌年の1924（大正13）年9月に東京日日新聞(毎日新聞の前身)において発表した随筆作品。流言蜚語には発信源だけでなく翻弄される市民にも責任があると指摘し、災害などの非常時において科学的常識をもって判断することの必要性について解いた。

## 内容
以下出典:

### 導入
水素と酸素の反応実験から、反応を開始させる最初の火花を「流言の源」、媒質を「流言を伝播させる市民」に例え、燃焼反応と流言蜚語の伝播の形式の類似点を指摘した。水素の割合を変えると人工的な火花は飛ばせても燃焼が起こらないように、市民が流言の伝播の媒質とならなければ、たとえ源となる情報が発生しても流言として成立しないと述べ、その上で流言の現象は「少なくとも半分」、「事によるとその9割以上」が市民の責任にあるとしている。

### 推論
「大地震、大火事の最中に暴徒が起こって東京中の井戸に毒薬を投じ、主要な建物に爆弾を投じつつある」という流言が放たれたと仮定し、科学的常識に基づく推論を行っている。
毒薬の流言に対する推論：東京市中の1割に致死量の毒薬を投じると仮定し、
- 地震前から大きな毒薬のストックを用意
- 何千人の暴徒を組織的に動員し井戸に派遣
- 暴徒個人が井戸水の分量を見積もり必要な毒の量を調整

などの大掛かりな仕事が揃わないと成り立たないと説明した。このような推論のもとでは、流言を全く信じないとまではいかなくても、自宅の井戸に毒が混入されるという不安は軽減されるのではないかと論じた。
爆弾に対する推論：東京市中の目ぼしい建物に投げ入れるだけの爆弾の数量や人手を考慮すれば、過度の恐慌を引き起こさなくても済むと考察した。

### 結論
上記で述べた科学的常識について「何も、天王星の位置を暗記したり、ヴィタミンのいろいろな種類を心得たりするだけではない」とし、科学的常識は手近なところに活きてはたらき、判断の標準になるべきであると説明している。
また、科学的常識を含む一般的な常識の判断はあてにならないことが多いことを認めた上で、科学的常識は我々に「科学的な省察の機会と余裕」を与えるものであり、市民が科学的常識をもって情報の判断にあたることで流言蜚語の熱度と伝播能力は弱まるだろうと結論付けている。

## 評価
- 有馬朗人(1930年 - 2020年)は『銀座アルプス』（角川ソフィア文庫、2020年発行）の書評において、現在飛び交う様々な流言に対して「寅彦の言葉通り冷静になるべきだ」と述べている[2]。なお、有馬朗人は東京大学物理学科在籍時に寺田寅彦の弟子である平田森三(1906年 - 1966年)の講義を受けている[2]。
- 総務省消防庁の防災・危機管理eカレッジのHPでは、以前はeカレッジの師範として寺田寅彦を紹介しており[3]、同随筆を一部抜粋したものを記載していた[4]（2025年現在は削除）。